# Phellinus macrosporus
Phellinus macrosporus är en svampart som beskrevs av Gibertoni & Ryvarden 2004. Phellinus macrosporus ingår i släktet Phellinus och familjen Hymenochaetaceae.   Inga underarter finns listade i Catalogue of Life.